# 馬爾科·西爾韋斯特里
馬爾科·西爾韋斯特里（義大利語：Marco Silvestri；1993年3月2日—）是一位意大利足球運動員。在場上的位置是守门员，現在效力於意甲球隊克雷莫納。他曾效力意甲球隊切沃。

## 外部連結
- Football.it Profile （页面存档备份，存于） （義大利語）
- Lega Serie B Profile[] （義大利語）
- FIGC （页面存档备份，存于） （義大利語）